# Carácter y vida íntima de los principales pelotaris
Carácter y vida íntima de los principales pelotaris es una obra del periodista y escritor español Benito Mariano Andrade, publicada por primera vez en 1894.

## Descripción
La obra, que vio la luz en 1894 en el establecimiento tipográfico de Ricardo Fé, sito en la madrileña calle del Olmo, la compuso el escritor y periodista Benito Mariano Andrade, que aquel mismo año estaba al frente del periódico El Pelotari. El folleto, de hecho, se vendía por peseta y media tanto en las librerías como en la administración de aquel periódico. En apenas sesenta páginas, repasa detalles vitales y de la carrera deportiva de los siguientes jugadores de pelota vasca: Román Beloqui; Pedro Arrese Igor, alias Portal; Vicente Elícegui; Victoriano Gamborena, conocido como Arbast; Juan José Gorostegui, alias Irún; Casto Suinaga, alias Machín; Saturnino Echeverría, alias Muchacho, y Pedro Echeverría, conocido como Tandilero; Juan Rincón, alias Naparrete; Gabriel Pedrós; Ángel Bilbao, conocido como el Chiquito de Abando, y Manuel Gómez Abascal, alias Pasieguito. «Si haste figurado que lo de vida íntima se refiere á aquellos datos ó medios de averiguar la influencia que sobre su manera de ser como pelotaris ejercen algunas de sus costumbres, hábitos ó gustos, entonces lee que, aunque muy deficiente la labor que te ofrezco, algo encontrarás en ella que satisfaga tu curiosidad», aclara el autor en una nota dirigida al lector.